# 魯姆灣
64°6′S 58°25′W / 64.100°S 58.417°W
魯姆灣（英語：Rum Cove）是南極洲的海灣，位於詹姆斯羅斯島西北岸，處於坦布爾當崖和奧貝利斯克角之間，由英國南極名稱諮詢委員會命名，現時由南極條約體系管理。